# La Boîte à Cailloux
La Boîte à Cailloux est un lieu-dit situé sur le territoire de la commune d'Hesbécourt, au nord-est du département de la Somme à la limite du département de l'Aisne, où se réunirent des assemblées du désert, après la révocation de l'édit de Nantes, en 1685. C'est probablement une ancienne carrière de pierre (silex) - d’où son nom - située dans un vallon, à l'écart des agglomérations.

## Histoire
C'est au lieu-dit « La Boîte à Cailloux » qu'à partir de 1691, le pasteur Jean Gardien Givry, prédicateur du désert, vint prêcher et célébrer le culte devant les habitants des villages environnants convertis au protestantisme. Ces assemblées du désert se tenaient clandestinement, de 21 h à minuit, à la lueur des torches et des chandelles. Le culte y fut célébré jusqu’à la Révolution française lorsque la liberté de culte fut enfin garantie par la loi.
En 1695, Claude Brousson vint dans cette partie du Vermandois.
En 1934, la Société de l'histoire du protestantisme français fit construire une stèle commémorative sur les lieux dont elle devint propriétaire .
Le monument commémoratif, la parcelle où il est construit, le chemin d'accès sont protégés au titre des monuments historiques (inscription par arrêté du 7 mai 2007).

## Caractéristiques

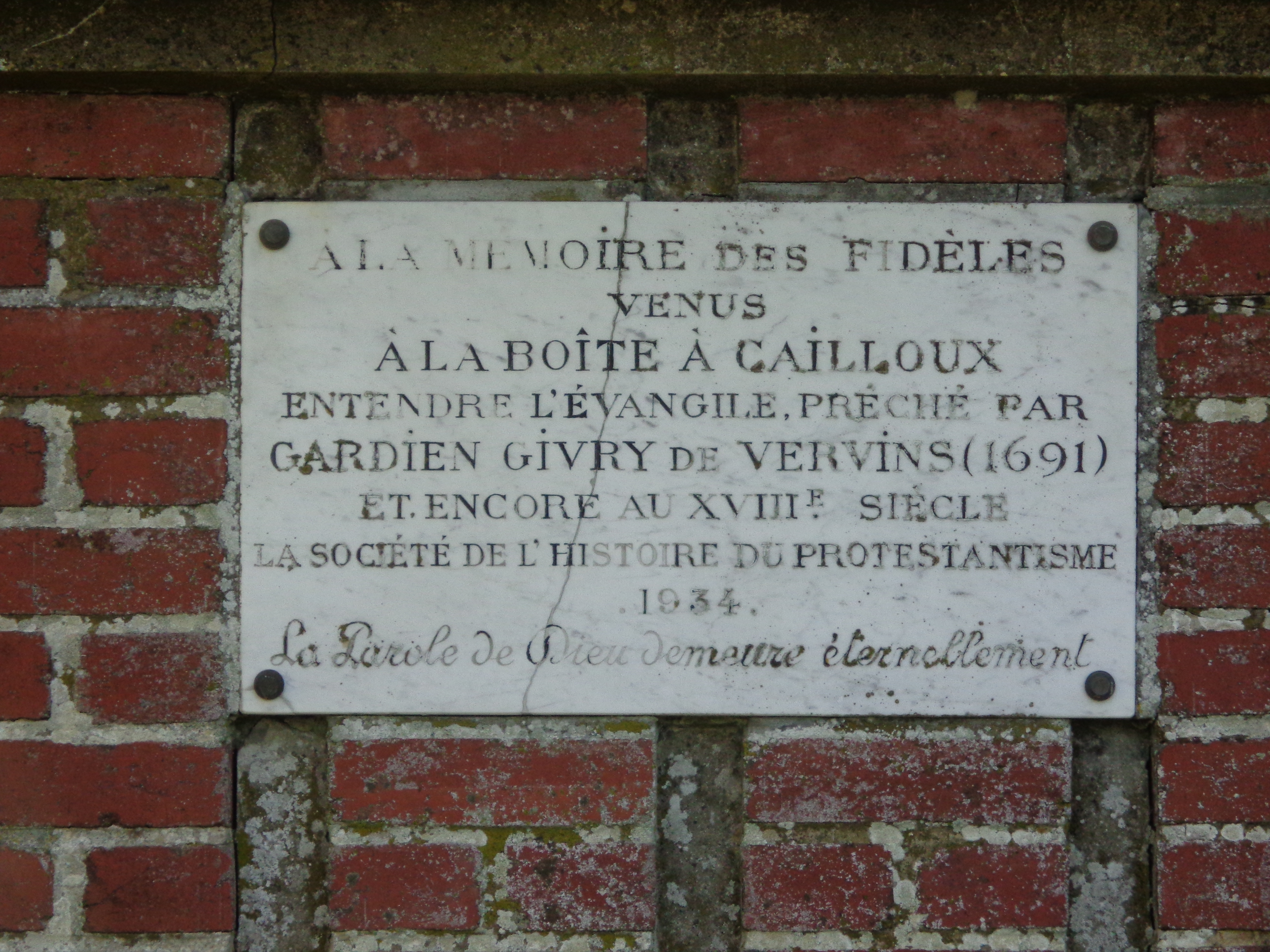

Dans un endroit reculé du territoire de la commune d'Hesbécourt, au bout d'un chemin de terre en partie carrossable, la stèle construite en brique est d'une grande simplicité. Sur le devant a été scellée une plaque dédiée à la mémoire des fidèles venus entendre les prêches de Gardien Givry. 
Il s'agit du seul monument commémoratif, témoignant des « assemblées du désert » dans cette partie de la Picardie.